# 설춘위
설춘위(1962년 ~ 2011년 7월 17일)은 중국의 영화배우이자 무술감독이다. 1980년 영화 철기문으로 데뷔하였다. 

## 사망
2011년 7월 17일, 50세에 심장 질환으로 사망하였다. 